# Mathilde Levesque
Pour les articles homonymes, voir Lévesque.
Née en 1983, Mathilde Levesque est professeure agrégée de lettres au lycée Voillaume d'Aulnay-sous-Bois. Spécialiste de l'éloquence, elle est l'autrice de plusieurs ouvrages sur ce sujet.

## Biographie
Mathilde Levesque est d'origine charentaise. Elle obtient l'agrégation de lettres modernes en 2005.
En 2010, elle soutient une thèse de langue française à l'université Paris IV, sous la direction de Delphine Denis :  "Du style comme monstre. La virtuosité ostentatoire dans l'oeuvre de Cyrano de Bergerac". La plupart de ses travaux universitaires portent sur la question du mot d'esprit et de sa construction.
En 2012, sous le pseudonyme Mat Hild, elle publie son premier livre aux éditions Flammarion: Et toi t'es qui ? Petite typologie des profils Facebook. Cet ouvrage peint, à la manière des Caractères de La Bruyère, les différents types d'utilisateurs du premier grand réseau social.
En 2015, elle s'inspire des meilleures répliques de ses élèves au lycée Voillaume d'Aulnay-sous-Bois pour réaliser un recueil de ses échanges piquants avec eux, intitulé Lol est aussi un palindrome. Journal d'une prof au bord de la crise (de rire). L'ouvrage paraît aux éditions First, puis en poche aux éditions Points Seuil.
En 2017, elle publie Figures stylées. Les figures de style revisitées par les élèves et expliquées par leur prof. Il s'agit d'un inventaire des figures de style, dont les exemples sont issus du langage quotidien de ses élèves. Le livre, publié également chez First, sort ensuite en poche aux éditions Points Seuil.
En 2018, la réalisatrice Marie Bonhommet tourne un documentaire intitulé Je dis donc je suis autour des pratiques pédagogiques de Mathilde Levesque : ce film est ensuite diffusé sur France 2 dans l'émission Infrarouge en 2019.
En 2019 également, l'enseignante publie La tête haute, Guide d'autodéfense intellectuelle, aux éditions Payot, où elle montre que la maîtrise de la langue permet d'être un recours dans les situations de fragilité sociale. Ce livre paraît ensuite en poche sous le titre Se faire respecter. La puissance de la rhétorique au quotidien.
En 2022, elle publie le Dictionnaire amoureux de l'éloquence aux éditions Plon. Elle y redéfinit la notion d'éloquence: les fondamentaux antiques y côtoient des références plus inattendues - notamment des entrées consacrées à ses élèves.
Avec l'illustrateur Minh Nguyen, elle publie en 2023 Le Lien, un album de bande dessinée qui met en scène des situations d'enseignement au lycée.

## Publications
- Et toi t'es qui ? Petite typologie des profils Facebook, Flammarion, 2012 (sous le pseudonyme "Mat Hild")
- Lol est aussi un palindrome, First, 2015[14]
- Figures stylées, First, 2017[15] et Points Seuil "Le Goût des mots", 2018[16]
- La tête haute, Guide d'autodéfense intellectuelle, Payot, 2019[17]
- Se faire respecter, la puissance de la rhétorique au quotidien, Payot, 2022[18]
- Dictionnaire amoureux de l'éloquence, Plon, 2022[19]
- Avec Minh Nguyen, Le Lien, Payot Rivages, 2023[20]
- Procès Mazan, Une résistance à dire le viol, Payot, 2025[21]